# Anticarsia elegantula
Anticarsia elegantula är en fjärilsart som beskrevs av Herrich-Schäffer 1869. Anticarsia elegantula ingår i släktet Anticarsia och familjen nattflyn. Inga underarter finns listade i Catalogue of Life.